# Marlene Gomez-Göggel
Marlene Gomez-Göggel (1993) es una deportista alemana que compite en triatlón. Ganó una medalla de plata en el Campeonato Europeo de Triatlón de Velocidad de 2024.

## Palmarés internacional
| Campeonato Europeo | Campeonato Europeo  | Campeonato Europeo | Campeonato Europeo |
| Año                | Lugar               | Medalla            | Prueba             |
| ------------------ | ------------------- | ------------------ | ------------------ |
| 2024               | Balıkesir (Turquía) | Medalla de plata   | Individual         |